# Dirección Italia
Dirección Italia (en italiano: Direzione Italia, abreviado DI) fue un partido político italiano de centroderecha, fundado en enero de 2017 y liderado por Raffaele Fitto. En 2019 se federó con Hermanos de Italia.

## Historia
El 28 de enero de 2017, Conservadores y Reformistas, partido fundado por Raffaele Fitto, expresidente de la Región Apulia, y otros exmiembros de Forza Italia, se federó con varios partidos locales de centroderecha, dando vida a Dirección Italia.